# Vláda Józefa Oleksyho
Vláda Józefa Oleksyho byla od 7. března 1995 do 7. února 1996 polská vláda pod vedením Józefa Oleksyho utvořená po odstoupení druhé vlády Waldemara Pawlaka kvůli sporům s prezidentem Lechem Wałęsou. Jednalo se o koalici postkomunistického Svazu demokratické levice a Polské lidové strany. Na rozdíl od předchozího kabinetu se tentokrát stal premiérem představitel větší vládní strany SLD.
Jmenování nové vlády nepomohlo vyřešit spory mezi koalicí a prezidentem. Wałęsa opakovaně vystupoval proti Oleksymu a často vetoval zákony, jež koalice prosadila. Ta sice obvykle získala dvoutřetinovou podporu pro přehlasování prezidentského veta, ale prezident pak tytéž zákony překládal k posouzení Ústavnímu soudu. I v Oleksyho kabinetu navíc zasedali ministři zahraničí, obrany a vnitra vybraní prezidentem. Poté, co Wałęsa podlehl v prezidentských volbách v roce 1995 vůdci hlavní vládní strany SLD Aleksanderu Kwaśniewskému, "prezidentský" ministr vnitra Andrzej Milczanowski obvinil premiéra Oleksyho z toho, že jako agent "Olin" spolupracoval s ruskými tajnými službami. Ten zpočátku odmítal výzvy opozice, aby do vyřešení sporu odstoupil z funkce premiéra. Koaliční PSL ale 18. ledna 1996 vyzvala SLD k rekonstrukci vlády a výměně premiéra. Varšavská vojenská prokuratura 24. ledna zahájila vyšetřování ohledně premiérovy spolupráce s cizími tajnými službami a Oleksy téhož dne odstoupil. Vyšetřování bylo o tři měsíce později ukončeno.

## Složení vlády
| Portfej                                                            | Ministr / člen vlády     | Strana    | Nástup do úřadu   | Odchod z úřadu    |
| ------------------------------------------------------------------ | ------------------------ | --------- | ----------------- | ----------------- |
| Předseda vlády                                                     | Józef Oleksy             | SLD       | 4. března 1995    | 7. února 1996     |
| Místopředseda vlády Ministr zemědělství a výživy                   | Roman Jagieliński        | PSL       | 7. března 1995    | 7. února 1996     |
| Místopředseda vlády Ministr financí                                | Grzegorz Kołodko         | SLD       | 7. března 1995    | 7. února 1996     |
| Místopředseda vlády Ministr vědy, předseda Komise vědeckého bádání | Aleksander Łuczak        | PSL       | 7. března 1995    | 7. února 1996     |
| Ministr školství                                                   | Ryszard Czarny           | SLD       | 7. března 1995    | 7. února 1996     |
| Ministr privatizace                                                | Wiesław Kaczmarek        | SLD       | 7. března 1995    | 7. února 1996     |
| Ministr zahraničí                                                  | Władysław Bartoszewski   | nestraník | 7. března 1995    | 22. prosince 1995 |
| Ministr zahraničí                                                  | Dariusz Rosati           | SLD       | 29. prosince 1995 | 7. února 1996     |
| Ministr kultury a umění                                            | Kazimierz Dejmek         | PSL       | 29. prosince 1995 | 7. února 1996     |
| Ministr národní obrany                                             | Zbigniew Okoński         | nestraník | 26. října 1993    | 22. prosince 1995 |
| Ministr národní obrany                                             | Stanisław Dobrzański     | PSL       | 6. ledna 1996     | 7. února 1996     |
| Ministr životního prostředí, přírodních zdrojů a lesnictví         | Stanisław Żelichowski    | PSL       | 7. března 1995    | 7. února 1996     |
| Ministr práce a sociálních věcí                                    | Leszek Miller            | SLD       | 7. března 1995    | 7. února 1996     |
| Ministr vnitra                                                     | Andrzej Milczanowski     | nestraník | 7. března 1995    | 22. prosince 1996 |
| Ministr vnitra                                                     | Jerzy Konieczny          | nestraník | 29. prosince 1995 | 7. února 1996     |
| Ministr spravedlnosti                                              | Jerzy Jaskiernia         | SLD       | 7. března 1995    | 7. února 1996     |
| Ministr dopravy                                                    | Bogusław Liberadzki      | SLD       | 7. března 1995    | 7. února 1996     |
| Ministr zahraniční hospodářské spolupráce                          | Jacek Buchacz            | PSL       | 7. března 1995    | 7. února 1996     |
| Ministr zdravotnictví a sociální péče                              | Ryszard Jacek Żochowskii | SLD       | 7. března 1995    | 7. února 1996     |
| Ministryně územního plánování a stavebnictví                       | Barbara Blida            | SLD       | 7. března 1995    | 7. února 1996     |
| Ministr průmyslu a obchodu                                         | Klemens Ścierski         | PSL       | 7. března 1995    | 7. února 1996     |
| Ministr komunikací                                                 | Andrzej Zieliński        | SLD       | 7. března 1995    | 7. února 1996     |
| Ministr bez portfeje, předseda Centrálního úřadu plánování         | Mirosław Pietrewicz      | PSL       | 7. března 1995    | 7. února 1996     |
| Ministr bez portfeje, šéf Úřadu vlády                              | Marek Borowski           | SLD       | 7. března 1995    | 7. února 1996     |